# Wysocin (województwo kujawsko-pomorskie)
Wysocin – wieś w Polsce położona w województwie kujawsko-pomorskim, w powiecie aleksandrowskim, w gminie Bądkowo.

## Podział administracyjny
W latach 1975–1998 miejscowość należała administracyjnie do województwa włocławskiego. Wieś sołecka – zobacz jednostki pomocnicze gminy Bądkowo w BIP.

## Demografia
Według Narodowego Spisu Powszechnego (III 2011 r.) liczył 279 mieszkańców. Jest drugą co do wielkości miejscowością gminy Bądkowo.

## Historia
W wieku XIII Wysocin wymieniony był w liczbie posiadłości klasztoru sulejowskiego w dokumencie Konrada z roku 1242, pod nazwą Vissociue (Kod. Dypl. Pol. t.I s.48). Prawdopodobnie ten sam Wysocin występuje w akcie wydanym przez księcia Konrada w roku 1488 i wyzwalającym tamecznych kmieci (Kodeks Maz. s.300). Według registru poborowego powiatu brzeskiego z roku 1557, wieś Wysocino major w parafii Bądkowo miała 4 łany, 2 zagrodników. Część cześnika 4 łany, (dziś Wysocinek) 5 łanów, 2 zagrodników, 1 rzemieślnika (Pawiński, Wielkop., II).
W wieku XIX Wysocin opisano jako wieś, folwark i kolonię nad Bachorzą w ówczesnym powiecie nieszawskim, gminie i parafii Bądkowo, odległy 12 wiorst od Nieszawy a 6 wiorst od Brześcia. W 1827 r. było 11 domów i 110 mieszkańców. W roku 1886 miał 206 mieszkańców. W tym samym roku (1886) folwark Wysocin posiadał rozległość mórg 620 w tym gruntów ornych i ogrodów mórg 585, łąk mórg 18, pastwisk mórg 2, nieużytków mórg 14; budynków murowanych 18, drewnianych 2, płodozmian 9 i 12 polowy. Włościanie odseparowani byli na kolonii Wysocin, mającej wówczas 18 domów, i 186 mórg gruntu. Właścicielem gruntów był Józef Kryński (Ziemia kujawska pod względem historycznym, geograficznym, archeologicznym, ekonomicznym i statystycznym s.357).

## Zabytki
Według rejestru zabytków NID na listę zabytków wpisany jest zespół dworski, nr rej.: 345/A z 19.05.1994:
- dwór, 2 poł. XIX w.
- park, k. XIX w.